# Condado de la Reunión de Cuba
El condado de la Reunión de Cuba, es un título nobiliario español, creado por Real Despacho el 7 de mayo de 1824 por el rey Fernando VII a favor de Santiago de la Cuesta y Manzanal, caballero de la Orden de Carlos III.

## Condes de la Reunión de Cuba
|                           | Titular                                 | Periodo                   |
| Creación por Fernando VII | Creación por Fernando VII               | Creación por Fernando VII |
| ------------------------- | --------------------------------------- | ------------------------- |
| I                         | Santiago de la Cuesta y Manzanal        | 1824-1847                 |
| II                        | Pedro de la Cuesta y González-Larrinaga | 1850-1869                 |
| III                       | Pedro de la Cuesta y Gallol             | 1869-1877                 |
| IV                        | Santiago de la Cuesta y Gallol          | 1878-                     |
| V                         | Pablo Eugenio Diago de la Cuesta        | 1959-1989                 |
| VI                        | Alicia González Diago de Oria           | 1989-2018                 |
| VII                       | Alexandra Marie Duenkel                 | 2018-actual               |

## Historia de los condes de la Reunión de Cuba
- Santiago de la Cuesta y Manzanal (Val de San Lorenzo-La Habana, 30 de enero de 1847), I conde de la Reunión de Cuba, mayordomo de semana de S.M. y comendador de la Orden de Isabel la Católica.[2] Era hijo de Antonio de la Cuesta Rodríguez (Val de San Lorenzo, 24 de enero de 1731-ibid., 29 de abril de 1726) y de su esposa Juana Manzanal.[3][4]

Se casó en la Catedral de La Habana el 5 de agosto de 1806 con María de la Concepción González-Larrinaga y Benítez de Lugo de Heredia, hija de Bonifacio González Larrinaga y Gertrudis Benítez y Valiente. Una hija de este matrimonio, María de las Mercedes de la Cuesta González Larrinaga, fue la I marquesa de Valero de Urría en 1852. Le sucedió en el condado su hijo:
- Pedro de la Cuesta y González-Larrinaga (La Habana, 24 de junio de 1809[6]-La Habana, 30 de noviembre marzo de 1869), II conde de la Reunión de Cuba.[7]

Contrajo matrimonio en la Catedral de La Habana el 27 de febrero de 1843 con Juana María Gallol de Villamil Campos (Alquízar, 21 de junio de 1807), hija de Bernardo Gallol de Villamil y de Bernarda Campos y de los Reyes. Le sucedió su hijo:
- Pedro de la Cuesta Gallol (La Habana, 15 de febrero de 1844-La Habana, 23 de marzo de 1877), III conde de la Reunión de Cuba.[7]

Se casó en la Catedral de La Habana el 20 de abril de 1871 con María de las Mercedes Achondo y Santiago-Aguirre.  Le sucedió su hermano:
- Santiago de la Cuesta y Gallol (La Habana, 14 de junio de 1847[6]-¿?), IV conde de la Reunión de Cuba por Real Carta de Sucesión de 1 de julio de 1878, caballero de la Orden de Isabel la Católica y de la Orden de Santiago.[7]

Casó el 19 de abril de 1883 con María de los Dolores Calvo de la Puerta y Cárdenas.
Por rehabilitación en 1959
- Pablo Eugenio Diago de la Cuesta, V conde de la Reunión de Cuba[9]

- Alicia González Diago de Oria, VI condesa de la Reunión de Cuba.[10] Le sucedió su nieta:

- Alexandra Marie Duenkel, VII condesa de la Reunión de Cuba[11]